# Пучковщина
Пучковщи́на (укр. Пучківщина) — село, Токаревский сельский совет, Лохвицкий район, Полтавская область, Украина.
Код КОАТУУ — 5322687204. Население по переписи 2001 года составляло 7 человек.

## Географическое положение
Село Пучковщина находится на расстоянии в 2 км от сёл Гамалиевка и Шевченки.
По селу протекает пересыхающий ручей с запрудой.
Рядом проходит автомобильная дорога Т-1705.

## История
Село основано в 1915 году.